# 椎葉ユウmorninGroovy
椎葉ユウmorninGroovy（しいばゆう モーニンググルービー。タイムテーブルでは『G』を丸で囲んでいる）は、椎葉ユウがDJを務めていた、かつてFM福岡で平日の朝に放送されていた番組。
2006年3月31日をもって6年半の放送を終了した。後番組は当時夕方の『BOOM UP! Fukuoka』をナビゲートしていた西川さとりによる『STAND UP! MORNING』。なお、椎葉は夕方に移動、ゆっきーや田代奈々と組んで『Ging Ging Sparkling』を担当することになった。

## 放送時間
- 1999年4月 - 2001年3月　6:15 - 8:00
- 2001年4月 - 2006年3月　6:05 - 8:00

TOKYO FM制作の『明日に生きる』が終了、JFNCの『MY OLYMPIC』が10分繰り上がったため、当番組の放送時間も繰り上げ。

## 主な内容
6時5分～7時と7時半～8時の2部構成。7時から7時半まではTOKYO FMの番組を放送。6時台はニュースや芸能、スポーツ記事を紹介やぐるぐるレポートがメイン。CM明けに「朝の仕度何合目ですか？」とリスナーに呼びかける。また、6時台7時台のエンディングに「いってらっしゃい、お気をつけて。」と言って番組は終了する。
6:05～7:00
- ぐるぐるモーニングレポート　ヤスエ（月、水、金）アヤ（火、木）が福岡県内からの中継。
- ニュース
- 道路交通情報
- 天気予報
- 芸能、スポーツ記事紹介など
- 6:40　コスモアースコンシャスアクト ずっと地球で暮らそう。 - 『コスモ アースコンシャス アクト 百万人のメッセージ』時代は月曜は5:26から、火-金は4:56から放送していた。
- 6:50　絶対!!Topics

7:00～7:30
6Sense
7:30～8:00
- ぐるぐるモーニングレポート
- 7:35　Groovy Express - グルメ、映画、週末情報など旬な話題を紹介
- 7:40　Groovy スポーツ
- 7:48　BOSSの殿堂 - 懐かしいヒット曲に載せて時代のボスを紹介
- 7:55　Groovy 占い - 血液型別占い